# Jürgen von Manger

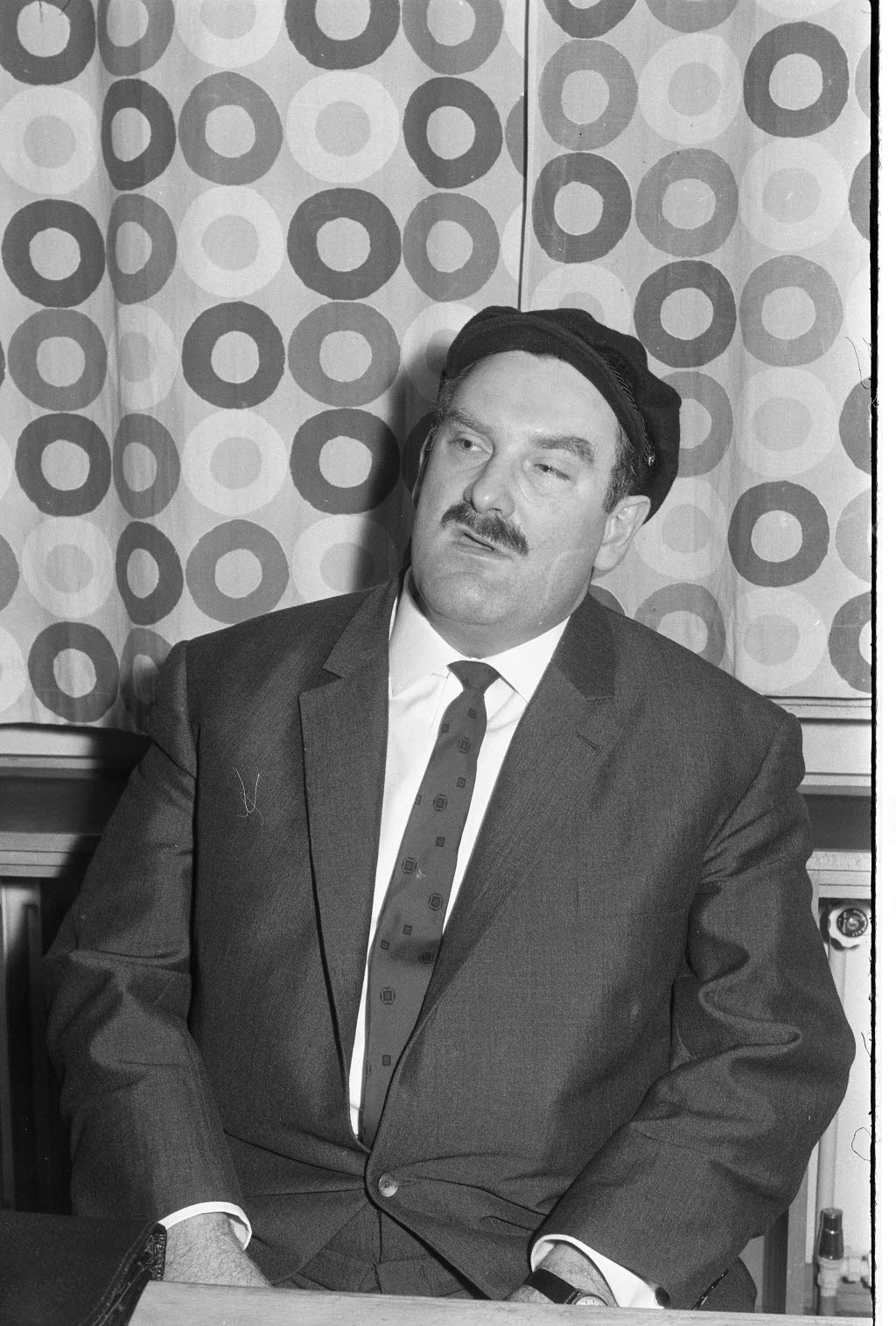
Jürgen von Manger (1964)

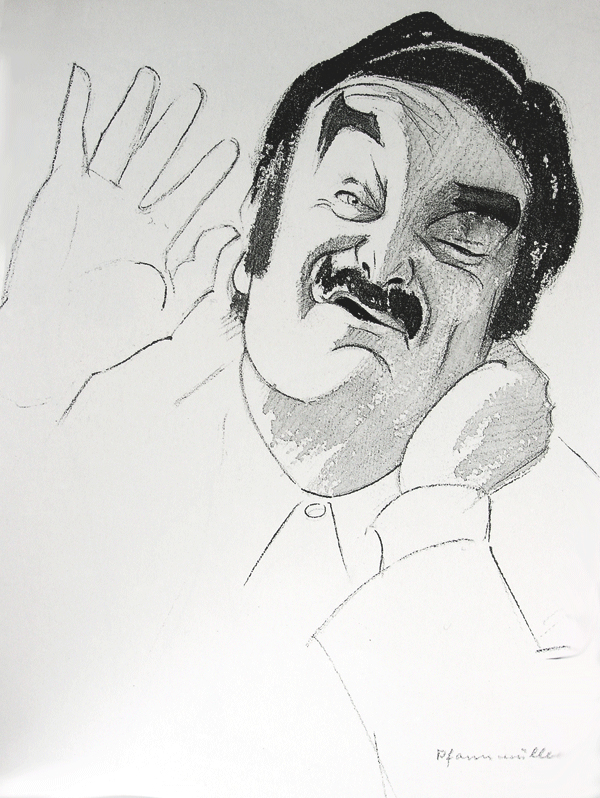
Jürgen von Manger in einer Karikatur von Hans Pfannmüller (1975)

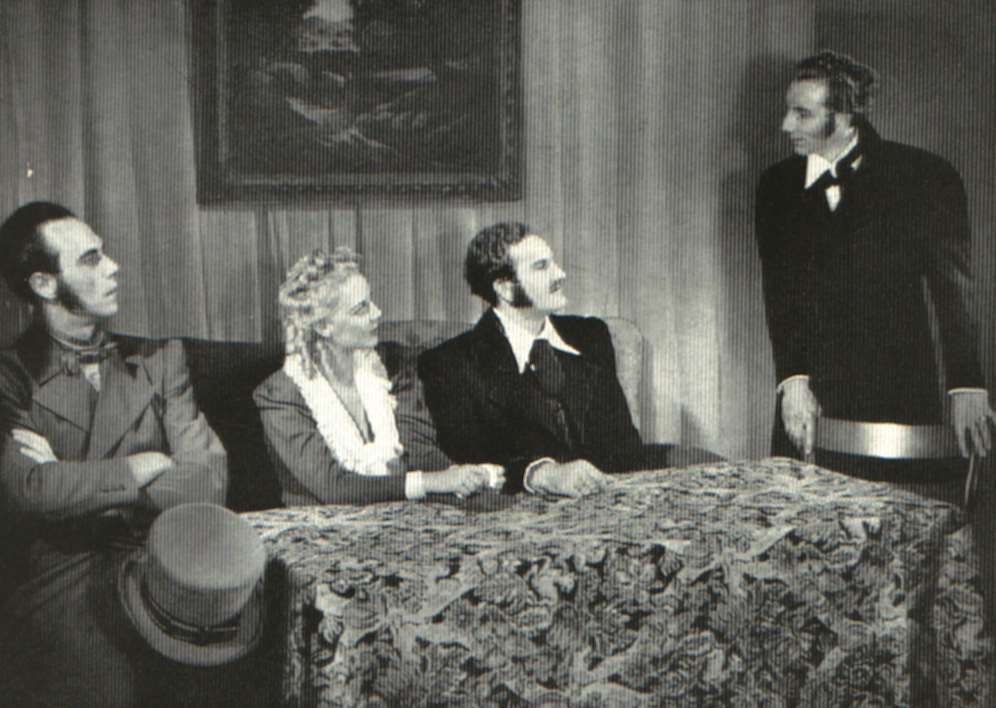
Jürgen von Manger (zweiter von rechts), 1949

Jürgen von Manger-Koenig (* 6. März 1923 in Ehrenbreitstein; † 15. März 1994 in Herne; als Bühnenfigur Adolf Tegtmeier) war ein deutscher Schauspieler, literarischer Kabarettist und Komiker.

## Leben
Jürgen von Manger wurde im späteren Koblenzer Stadtteil Ehrenbreitstein als Hans Jürgen Julius Emil Fritz Koenig als zweiter von drei Söhnen des Staatsanwalts Fritz Koenig und der einem katholischen Koblenzer Adelsgeschlecht entstammenden Antonia von Manger geboren. 1927 konnte seine Mutter dank einer Adoption durch ihren Onkel Martin von Manger wieder ihren ursprünglichen Namen annehmen. Die Kinder führten fortan den Familiennamen von Manger-Koenig; ein Bruder war der spätere Mediziner Ludwig von Manger-Koenig.
Mit zehn Jahren kam von Manger nach Hagen, wo der Vater eine Anstellung am Landgericht bekam. Er machte dort am Albrecht-Dürer-Gymnasium sein Abitur. Seine Schauspielkarriere begann er nach dem Zweiten Weltkrieg am Theater Hagen, später ging er auf die Bühnen in Bochum und Gelsenkirchen, wo der ausgebildete Schauspieler und Sänger nicht nur in komischen Rollen zu sehen war.
17 Jahre war er im komischen Charakterfach an Bühnen in Bochum (Schauspielhaus Bochum) (ab Sommer 1947) und Gelsenkirchen (ab Herbst 1950) tätig. Daneben holte er von 1954 bis 1958 das ursprünglich angestrebte Studium der Rechts- und Staatswissenschaften an den Universitäten zu Köln und Münster nach, allerdings ohne Abschluss, und absolvierte zudem eine Schauspiel- und Gesangsausbildung.
Seine Auftritte mit kabarettistischen Solo-Programmen, hauptsächlich um die Figur des Ruhrgebiets-Kleinbürgers Adolf Tegtmeier, die er ursprünglich für den Hörfunk entwickelt hatte, später aber auch auf zum Teil sehr erfolgreichen Sprechplatten (Stegreifgeschichten, zwei davon erhielten eine Goldene Schallplatte) und in zahlreichen Fernsehprogrammen verkörperte, begann von Manger in den 1960er Jahren zu vertiefen, nachdem seine erste Radiosendung Silvester 1961 beim NDR in ruhrdeutschem Dialekt ein unerwartet großer Erfolg geworden war.
Daneben spielte er weiterhin Theater; unter der Regie von Helmut Käutner stand er Ende 1964 für die Deutsche Oper am Rhein als Frosch in der Operette Die Fledermaus auf der Bühne.

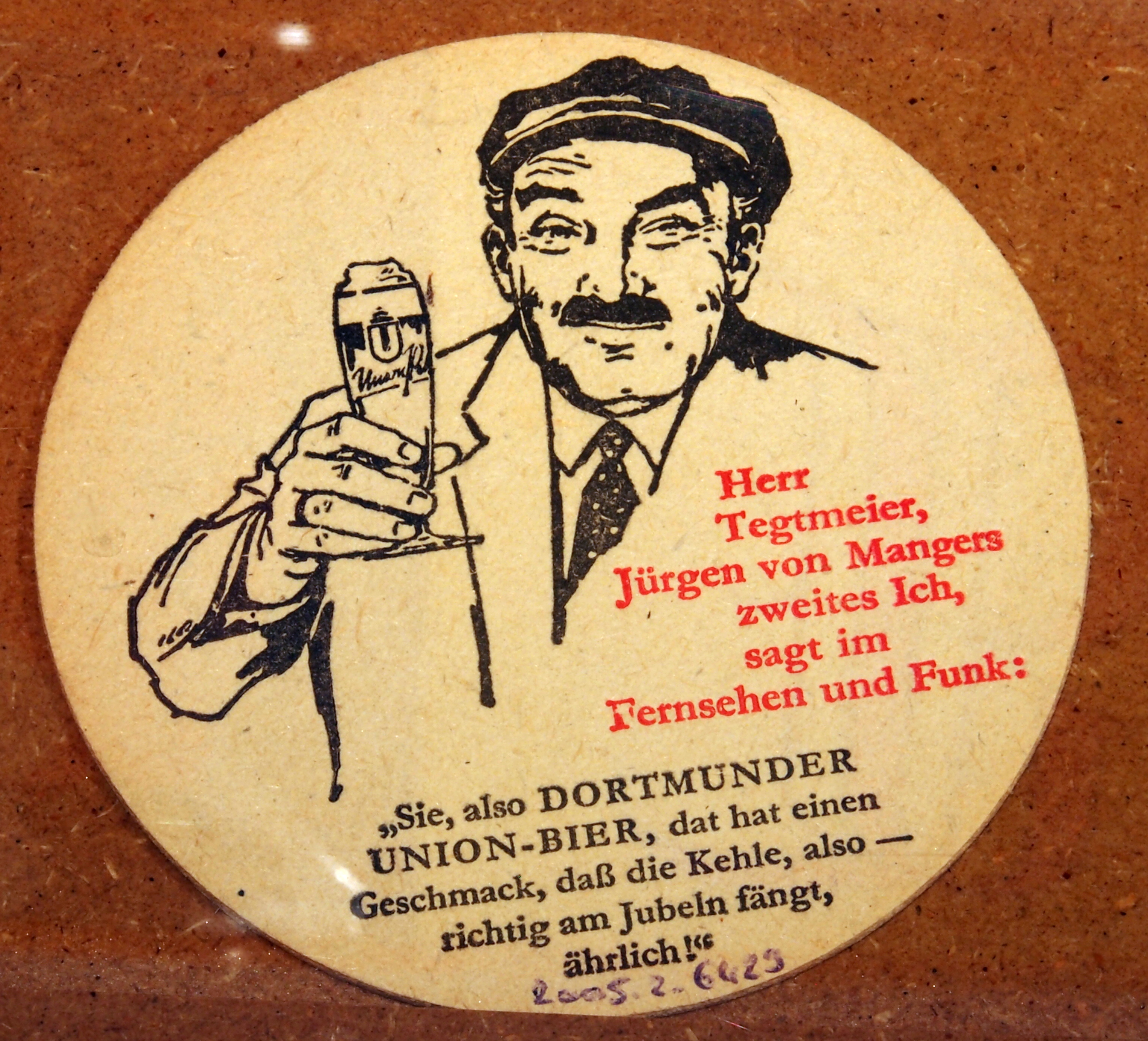
Jürgen von Manger als Werbefigur

Im Fernsehen hatte von Manger großen Erfolg mit der Reihe Tegtmeiers Reisen, die von 14. Juli 1972 bis zum 3. Juli 1980 vom ZDF ausgestrahlt wurde. Neben seiner klassischen Figur, die die bereisten Länder auf ihre gewohnt einfache Art analysierte, trat noch eine Art Co-Moderator auf, Professor Tegtmeier. Dieser ebenfalls durch von Manger verkörperte Wissenschaftler lieferte die korrekten Hintergrundinformationen der jeweiligen Reiseziele und machte sich dabei über die teilweise recht absurden Argumentationen seines Alter Egos lustig. Die Darstellung des Tegtmeier war von einer eigentümlichen Mimik begleitet, die für diese Kunstperson charakteristisch wurde. In der RTL-Sendung Die ultimative Chartshow: Die besten Comedians (Jürgen von Manger erreichte dort den ersten Platz) wurde als Ursache eine halbseitige Gesichtslähmung genannt, die von Manger in frühen Jahren erlitten haben soll.
Von Manger überzeichnete in seinen Darbietungen die Sprache des Ruhrgebiets-Bürgers bis ins Komische: „Wenn ich Sie mir so anguck, könnt ich mir vorstellen, dat die Fantasie von so mancher Herr ganz schön am Kochen fängt!“ 1966 veröffentlichte er unter dem Titel Bleibense Mensch einige seiner erfolgreichsten Tegtmeier-Geschichten, mit Illustrationen des Karikaturisten Hanns Erich Köhler, auch in Buchform; in einem Nachwort analysiert der Philosoph und Kunsthistoriker Heinrich Lützeler, damals Professor an der Universität Bonn, Sprachwitz und Weltsicht des Tegtmeier. 2013 gab der Germanist Joachim Wittkowski das Buch Der Abschied und andere Stückskes aus dem Nachlass heraus. In ihm werden bislang unveröffentlichte Manger-Texte aus den Beständen des Deutschen Kabarettarchivs in Mainz publiziert.
Ferner war Jürgen von Manger auch als Sprecher in vier Hörspielproduktionen des WDR zu hören, unter anderem als Gollum in J. R. R. Tolkiens Der kleine Hobbit und mit polnischem Akzent als Kapitän Schikowski in dem Paul-Temple-Hörspiel Paul Temple und der Fall Lawrence. Die Hörspiele sind:
- 1958: Paul Temple und der Fall Lawrence (Regie: Eduard Hermann), mit René Deltgen, Annemarie Cordes und Kurt Lieck
- 1961: Das Appartementhaus (Regie: Friedhelm Ortmann)
- 1968: Robbi, Tobbi und das Fliewatüüt (Regie: Heinz-Dieter Köhler)
- 1980: Der kleine Hobbit (Regie: Heinz-Dieter Köhler)

Daneben spielte Jürgen von Manger Mitte der 1970er-Jahre zwei Schallplatten ein:
- Bottroper Bier (1977), nach der Melodie von Udo Jürgens’ Griechischer Wein; mit dem Refrain: „Bottroper Bier, is so wie der Saft füürt Leben hier im Revier, tuuse manchmal gärn ein heben, und an so ein Tach kriech ich zu Hause meist noch Krach, datt ich nich lach.“ Auf der B-Seite befand sich die Moritat Der Bettler und sein Hund.
- Dat bisken Frühschicht (1978); Pate stand bei diesem Lied der Song von Johanna von Koczian (Das bisschen Haushalt). Die B-Seite enthielt den Titel De kleine Kneipe, eine Ruhrpott-Persiflage auf Peter Alexanders Die kleine Kneipe.

Drei dieser Titel erschienen auch auf der 1978 veröffentlichten LP Tegtmeier für Millionen.
Er war seit 1952 verheiratet mit der Fotografin Ruth Stanszus. Jürgen von Manger lebte seit 1965 in seinem Herner „Häusken“ unweit des Herner Stadtgartens.
Nach einem Schlaganfall 1985, von dem auch sein Sprachzentrum betroffen war, konnte Jürgen von Manger den Schauspielberuf nicht mehr ausüben. Im März 1988 trat er anlässlich seines 65. Geburtstages nochmals vor die Kamera und bedankte sich bei seinen Fans für ihre Unterstützung. Als sein Gesundheitszustand so kritisch wurde, dass eine ärztliche Versorgung notwendig wurde, kam er schließlich ins Marienhospital in Herne, in dem er 1994 im Alter von 71 Jahren starb. Jürgen von Manger wurde auf dem Hagener Friedhof Delstern beigesetzt.

## Ehrungen

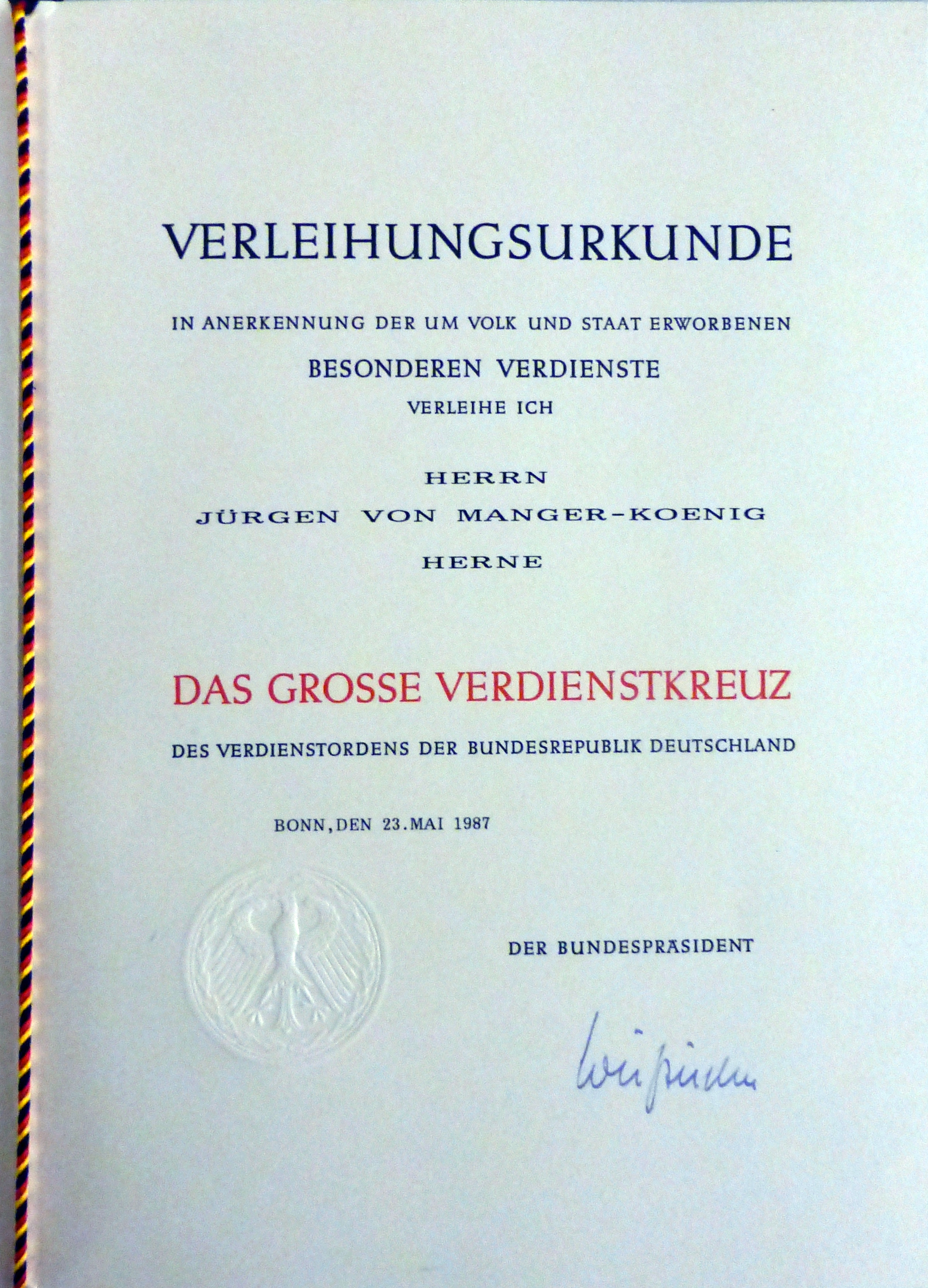
Urkunde zur Verleihung des Bundesverdienstkreuzes

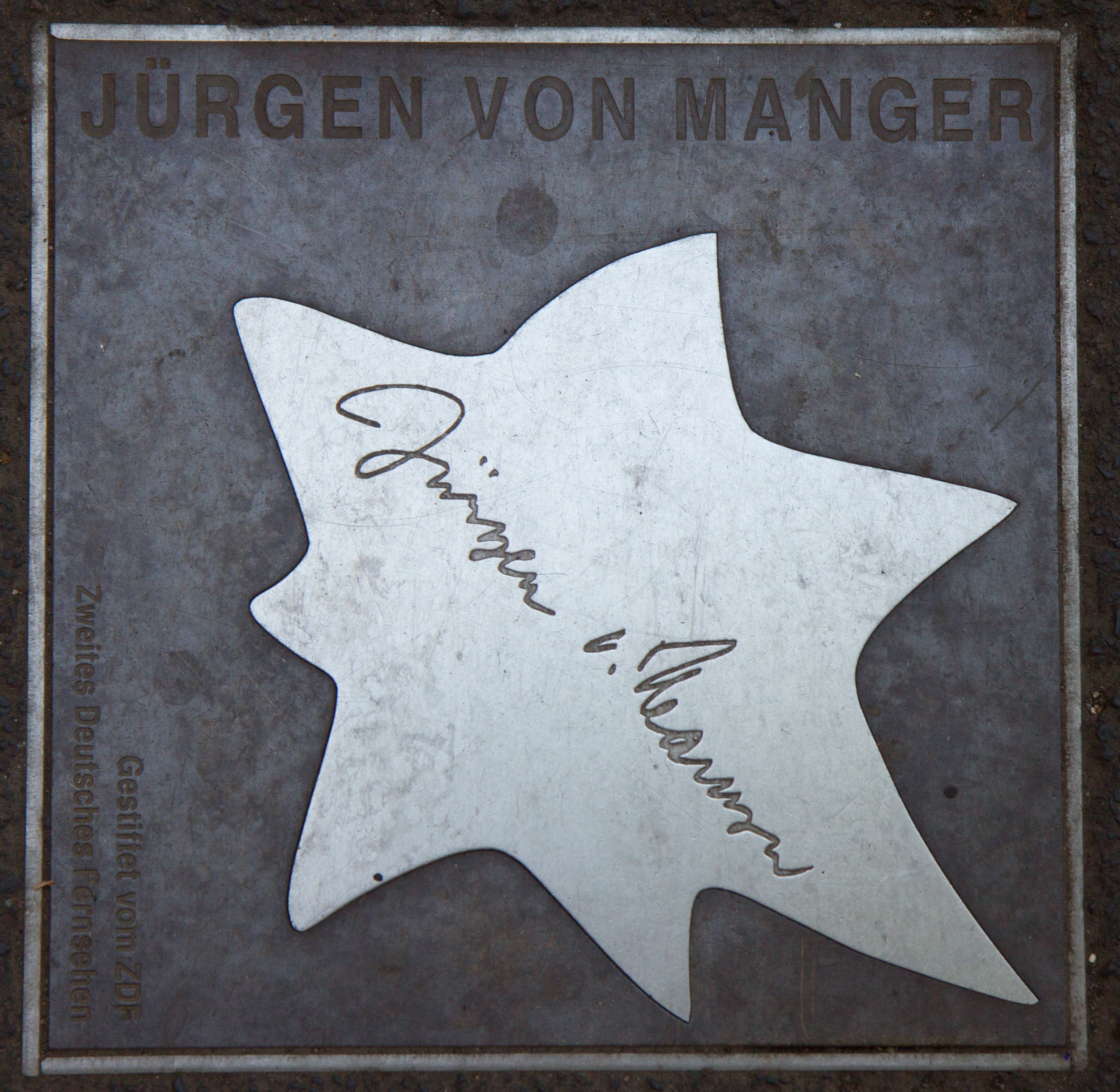
Walk of Fame des Kabaretts

1987 wurde Jürgen von Manger mit dem Großen Verdienstkreuz der Bundesrepublik Deutschland ausgezeichnet und 1990 bekam er den Verdienstorden des Landes Nordrhein-Westfalen verliehen. Ihm ist ein Stern im Walk of Fame des Kabaretts gewidmet. 1997 wurde in Herne eine Straße nach ihm benannt.

## Tonaufnahmen

### LPs und Singles
- Stegreifgeschichten (Verkäufe: + 250.000)
- Stegreifgeschichten. Neue Folge
- Stegreifgeschichten. Neueste Folge
- Jürgen von Manger
- Spanien inklusive
- Mensch bleiben …!
- Meine Rübe, deine Rübe
- Cowboys mit Spinat
- Also ääährlich – Tegtmeiers schönste Stückskes
- Tegtmeier, angenehm!
- Das Richtfest (Werbeplatte)
- Der Wurm in der Seele (Werbeplatte)
- Die Hausapotheke (Werbe-Single der Gödecke AG Berlin)
- Was die Sterne so prophezeien (Werbe-Single der Iduna)
- Jürgen von Manger als Zeitungsleser Adolf Tegtmeier (Werbeplatte der Westfälischen Rundschau)
- Jürgen von Manger als Entwicklungsmuffel (Werbeplatte)
- Die schwache Stunde / Zur Scheidung ungeeignet (Werbe-Single von Thyssengas)
- Die Fahrschulprüfung
- Der Schwiegermuttermörder
- Der Lampengeist
- Neues von Tegtmeier
- Tegtmeiers Knüller
- Schwein kann man nicht genug haben
- Der Unteroffiziers-Unterricht / Der Troubadour (Single)
- Der Abschied / Wissen ist Macht (Single)
- Die Fahrschulprüfung (Single)
- Als Entwicklungshelfer (Single)
- Wer heute spart, lebt morgen besser (Werbe-Single der Stadtsparkasse Dortmund)
- Tegtmeier spricht mit „Herr bug“ (Werbe-Single der bug)
- Das Wunder der Liebe / Der Sieg des Hosenbodens (Werbe-Single der Bundesregierung)
- Geldautomat (Werbe-Single der Sparkasse Essen)
- Geldautomat (Werbe-Single der Sparkasse Bochum)
- Bottroper Bier / Der Bettler und sein Hund (Single)
- Dat bisken Frühschicht … / De kleine Kneipe (Single)
- Tegtmeier für Millionen (LP erschienen bei Philips, Best of + drei Musiktitel)
- Von Glücklichen Kühen … / Feines Benehmen (Werbe-Single der Glücksklee GmbH)
- Der Kleinaktionär / Die Vermögensbildung (Werbe-Single des Gemeinschaftsdienst der Boden- und Kommunalkreditinstitute)
- Goldene Eier (Single)
- Über Siporex / Der Wurm in der Seele / Das intime Problem (Werbe-Single)

### CDs
- Ihr Lieben …
- Paßt bloß auf, ihr alten Heinis
- Tegtmeier
- Dat is vielleicht ein Dingen
- Wunderbar (Vier-CD-Box)
- Stegreifgeschichten
- Also ährlich … – … Tegtmeier sacht, wie’t is!

## Fernsehsendungen
Fernsehserien
- Stahlnetz: Das zwölfte Messer (1958)
- Hallo, Nachbarn (div. Folgen, 1963–1965)
- Geheimagent Adolf Tegtmeier (6 Folgen, 1966)
- Guten Abend – Töne, Takte und Theater (7 Folgen, 1966–1968)
- 13 x Makabres (div. Folgen, 1968)
- Jürgen von Manger als Zeuge der Geschichte (11 Folgen, 1969)
- ARD – Glücksspirale (div. Folgen, 1969)
- Auf gut deutsch gesagt (10 Folgen, 1969)
- Mensch bleiben, sagt Tegtmeier (8 Folgen, 1970)
- Tegtmeiers Reisen (20 Folgen, 1972–1980)
- Wahlwerbung für die FDP (div. Folgen, 1972)
- Also Ääährlich – Tegtmeiers schönste Stückskes (div. Folgen, 1977)
- Tegtmeier klärt auf! (14 Folgen, 1981–1983)
- Wenn die Fernsehbilder plastisch werden (2 Folgen, 1982)
- Geschichten aus der Heimat (Fernsehserie) Folge: Die Karpfenbeichte (1983)
- Geschichten aus der Heimat (Fernsehserie) Folge: „Die Läutseligen“ (1984)
- Tegtmeier (6 Folgen, 1984–1985)
- Zwischen Zwiebel und Zweifel (8 Folgen, 1984–1986)

Fernsehfilm
- Herr Tägtmeier erzählt (1962)
- Der Schwiegermuttermörder (1963)
- Die Fahrschulprüfung (1963)
- Stell dich ein zum Stelldichein in Köln (1964)
- Das Eheanbahnungsinstitut (1964)
- Fernsehen – exclusiv (1965)
- Blick zurück – doch nicht in Zorn (1965)
- Programm ohne Sendung (1965) (gesendet 1968)
- Adieu 1965 – Hello 1966 (1965/66)
- Hierzulande-Heutzutage: Ruhrparodisten (1967)
- Reisen in Deutschland (1968)
- Der Nächste bitte! (1968)
- Nachlese 68 (1968)
- Glücksspirale (1970)
- Tegtmeiers Stückskes (1970)
- Ääährlich – So ist das Leben (1979)
- Jürgen von Manger – Also Ääährlich… (1981) (gesendet 1987)
- Zwei Tote im Sender und Don Carlos im PoGl (1982)
- Schalkshow’82 (1982)
- Gestatten, Tegtmeier, vorne mit Adolf (1982)
- Fortschritt der Technik – Rückschritt der Menschen (1984)
- Frisch gewendet (1984)
- Lieder und Worte zur Wende (1984)
- Olympia-Rede (1984)
- Frisch, frech, fröhlich-frei? (1984)
- Tegtmeiers Trost (1984) (evtl. nur Arbeitstitel)
- Mensch, Tegtmeier! – Rundgang auf der IFA Berlin (1985) (wg. Erkrankung abgesagt)
- Zum 70. Geburtstag von Jürgen von Manger (1993) (letzter Fernsehauftritt)

Gastauftritte
- Die Drehscheibe (1969)
- Eins und Eins gegen Zwei (1971)
- 3 nach 9 (1975)
- Anneliese Rothenberger gibt sich die Ehre: Erinnerungen (1976)
- Expreß: Mein Gott Bottrop! (1976)
- Notizen aus der Provinz (1976)
- … ganz persönlich (1976)
- Die Montagsmaler (1978)
- Kölner Treff (1979)
- Wenn die anderen Feiern – Geschichten von Sternen, Stars und einfachen Leuten (1979)
- Der Sport-Spiegel (1982)
- Das Traumschiff: Rio (1984)
- Leute (1984)

## Hörspiele
- 1954: Bruno Gluchowski: Der Durchbruch – Regie: Eduard Hermann
- 1958: Francis Durbridge: Paul Temple und der Fall Lawrence (3. Teil) – Regie: Eduard Hermann
- 1960: Richard Ose: Es geschah in ... Frankreich; Folge: Doppelgänger – Regie: Heinz Dieter Köhler
- 1960: Wolfgang Altendorf: Es geschah in ... Italien; Folge: Arm aber frei – Regie: Edward Rothe
- 1961: Helmut Höfling: Der kleine Sandmann bin ich; Folge: Ein Abenteuer von Kringel und Schlingel, den beiden Ferkelchen – Regie: N. N.
- 1961: Helmut Höfling: Der kleine Sandmann bin ich; Folge: Die Maus mit dem Schirm (Teile 4–5, 8) – Regie: N. N.
- 1961: Herbert Ruland: In Nacht und Eis. (2. Teil) Sendereihe über das Leben von Fridtjof Nansen – Regie: Heinz Dieter Köhler
- 1961: Rainer Puchert: Das Appartementhaus – Regie: Friedhelm Ortmann
- 1962: Edward Gough: Die chinesische Schale – Regie: Heinz Dieter Köhler
- 1962: Ernst Nebhut: Der Stundenhändler – Regie: Otto Kurth
- 1963: Gerlind Reinshagen: Ramona oder Die Maschine – Regie: Otto Kurth
- 1963: Helmut Höfling: Der kleine Sandmann bin ich; Folge: Schlingel und Kringel retten sich durch eine List vor dem Wolf – Regie: N. N.
- 1963: Hans Schrammen: Et Rattegift – Regie: Heinz Dieter Köhler
- 1963: Dieter Kühn: Die Klangprobe – Regie: Walter Knaus
- 1964: Hans Schrammen: Die Wahlkomödie – Regie: Heinz Dieter Köhler
- 1965: Hans Schrammen: Die gute Partie – Regie: Heinz Dieter Köhler
- 1966: Hans Schrammen: Et Familienfest – Regie: Heinz Dieter Köhler
- 1969: Hermann Moers: Il Mondo – Regie: Otto Düben
- 1969: Miodrag Djurdjevic: Der Mann, der seine persönliche Meinung verloren hat – Regie: Peter Arthur Stiller
- 1971: Helga M. Novak: Hammelsprung hinkt, Volksmund singt, Maulschelle klingelt nicht – Regie: Friedhelm Ortmann
- 1980: John Ronald Reuel Tolkien: Der Hobbit (4 Teile) – Regie: Heinz Dieter Köhler
  - Auszeichnung: Radio-Eins-Hörspielkino-Publikumspreis 2010
  - Veröffentlichung: CD-Edition: Der Hörverlag 2010/2013
- 1983: Dieter Hirschberg: Vielleicht später – Regie: Heinz Wilhelm Schwarz

## Schriften
- Bleibense Mensch. Träume, Reden und Gerede des Adolf Tegtmeier. Mit Zeichnungen von H. E. Köhler und einem Nachwort von Heinrich Lützeler. Piper, München 1966. (Zahlreiche Nachdrucke in verschiedenen Verlagen; zuletzt: Henselowsky Boschmann, Bottrop 2007, ISBN 978-3-922750-74-1)
- Der Abschied und andere Stückskes aus dem Nachlass. Herausgegeben von Joachim Wittkowski. Mit Zeichnungen von Michael Hüter. Henselowsky Boschmann, Bottrop 2013, ISBN 978-3-942094-37-5.